# Маклейн, Дон (баскетболист)
Дональд Джеймс «Дон» Макле́йн (англ. Donald James "Don" MacLean; родился 16 января 1970 года, Пало-Алто, штат Калифорния, США) — американский профессиональный баскетболист.

## Ранние годы
Дон Маклейн родился в городе Пало-Алто (штат Калифорния), учился в Калифорнийской школе Сими-Валли из одноимённого города, в которой играл за местную баскетбольную команду. В 1992 году закончил Калифорнийский университет в Лос-Анджелесе, где в течение четырёх лет выступал за команду «УКЛА Брюинз», в которой провёл успешную карьеру, набрав в итоге 2608 очков, 992 подбора и 200 передач, к тому же один раз помог выиграть своей команде регулярный чемпионат конференции Pacific-12 (1992), а также четыре года подряд помогал выводить свою команду в плей-офф студенческого чемпионата США (NCAA).

## Баскетбольная карьера
Играл на позиции лёгкого форварда и тяжёлого форварда. В 1992 году был выбран на драфте НБА под 19-м номером командой «Детройт Пистонс», однако не провёл за неё ни одного матча, а сразу был обменян в «Вашингтон Буллетс». Позже выступал за команды «Денвер Наггетс», «Филадельфия-76», «Нью-Джерси Нетс», «Сиэтл Суперсоникс», «Финикс Санз» и «Майами Хит». Всего в НБА провёл 9 сезонов. В 1994 году Маклейн был признан самым прогрессирующим игроком НБА. В 1992 году включался во 2-ю всеамериканскую сборную NCAA. Всего за карьеру в НБА сыграл 319 игр, в которых набрал 3490 очков (в среднем 10,9 за игру), сделал 1210 подборов, 404 передачи, 118 перехватов и 51 блок-шот.

## Статистика

### Статистика в НБА
| Сезон                                                                                    | Команда           | Регулярный сезон | Регулярный сезон | Регулярный сезон | Регулярный сезон | Регулярный сезон | Регулярный сезон | Регулярный сезон | Регулярный сезон | Регулярный сезон | Регулярный сезон | Регулярный сезон | Серия плей-офф | Серия плей-офф | Серия плей-офф | Серия плей-офф | Серия плей-офф | Серия плей-офф | Серия плей-офф | Серия плей-офф | Серия плей-офф | Серия плей-офф | Серия плей-офф |
| Сезон                                                                                    | Команда           | GP               | GS               | MPG              | FG%              | 3P%              | FT%              | RPG              | APG              | SPG              | BPG              | PPG              | GP             | GS             | MPG            | FG%            | 3P%            | FT%            | RPG            | APG            | SPG            | BPG            | PPG            |
| ---------------------------------------------------------------------------------------- | ----------------- | ---------------- | ---------------- | ---------------- | ---------------- | ---------------- | ---------------- | ---------------- | ---------------- | ---------------- | ---------------- | ---------------- | -------------- | -------------- | -------------- | -------------- | -------------- | -------------- | -------------- | -------------- | -------------- | -------------- | -------------- |
| 1992/93                                                                                  | Вашингтон Буллетс | 62               | 4                | 10,9             | 43,5             | 50,0             | 81,1             | 2,0              | 0,6              | 0,2              | 0,1              | 6,6              | Не участвовал  | Не участвовал  | Не участвовал  | Не участвовал  | Не участвовал  | Не участвовал  | Не участвовал  | Не участвовал  | Не участвовал  | Не участвовал  | Не участвовал  |
| 1993/94                                                                                  | Вашингтон Буллетс | 75               | 69               | 33,2             | 50,2             | 14,3             | 82,4             | 6,2              | 2,1              | 0,6              | 0,3              | 18,2             | Не участвовал  | Не участвовал  | Не участвовал  | Не участвовал  | Не участвовал  | Не участвовал  | Не участвовал  | Не участвовал  | Не участвовал  | Не участвовал  | Не участвовал  |
| 1994/95                                                                                  | Вашингтон Буллетс | 39               | 20               | 27,0             | 43,8             | 25,0             | 76,5             | 4,2              | 1,3              | 0,4              | 0,1              | 11,0             | Не участвовал  | Не участвовал  | Не участвовал  | Не участвовал  | Не участвовал  | Не участвовал  | Не участвовал  | Не участвовал  | Не участвовал  | Не участвовал  | Не участвовал  |
| 1995/96                                                                                  | Денвер            | 56               | 5                | 19,8             | 42,6             | 28,6             | 73,2             | 3,7              | 1,6              | 0,4              | 0,1              | 11,2             | Не участвовал  | Не участвовал  | Не участвовал  | Не участвовал  | Не участвовал  | Не участвовал  | Не участвовал  | Не участвовал  | Не участвовал  | Не участвовал  | Не участвовал  |
| 1996/97                                                                                  | Филадельфия       | 37               | 2                | 19,8             | 44,7             | 31,6             | 66,0             | 3,8              | 1,0              | 0,3              | 0,3              | 10,9             | Не участвовал  | Не участвовал  | Не участвовал  | Не участвовал  | Не участвовал  | Не участвовал  | Не участвовал  | Не участвовал  | Не участвовал  | Не участвовал  | Не участвовал  |
| 1997/98                                                                                  | Нью-Джерси        | 9                | 0                | 4,7              | 10,0             | 50,0             | -                | 0,6              | 0,0              | 0,0              | 0,0              | 0,3              | Не участвовал  | Не участвовал  | Не участвовал  | Не участвовал  | Не участвовал  | Не участвовал  | Не участвовал  | Не участвовал  | Не участвовал  | Не участвовал  | Не участвовал  |
| 1998/99                                                                                  | Сиэтл             | 17               | 10               | 21,5             | 39,6             | 27,3             | 62,5             | 3,8              | 0,9              | 0,3              | 0,3              | 10,9             | Не участвовал  | Не участвовал  | Не участвовал  | Не участвовал  | Не участвовал  | Не участвовал  | Не участвовал  | Не участвовал  | Не участвовал  | Не участвовал  | Не участвовал  |
| 1999/00                                                                                  | Финикс            | 16               | 0                | 8,9              | 36,7             | 33,3             | 66,7             | 1,4              | 0,5              | 0,1              | 0,1              | 2,6              | Не участвовал  | Не участвовал  | Не участвовал  | Не участвовал  | Не участвовал  | Не участвовал  | Не участвовал  | Не участвовал  | Не участвовал  | Не участвовал  | Не участвовал  |
| 2000/01                                                                                  | Майами            | 8                | 1                | 9,5              | 50,0             | 100,0            | 75,0             | 2,3              | 0,5              | 0,6              | 0,1              | 3,9              | Не участвовал  | Не участвовал  | Не участвовал  | Не участвовал  | Не участвовал  | Не участвовал  | Не участвовал  | Не участвовал  | Не участвовал  | Не участвовал  | Не участвовал  |
|                                                                                          | Всего             | 319              | 111              | 20,9             | 45,5             | 28,4             | 76,5             | 3,8              | 1,3              | 0,4              | 0,2              | 10,9             | Не участвовал  | Не участвовал  | Не участвовал  | Не участвовал  | Не участвовал  | Не участвовал  | Не участвовал  | Не участвовал  | Не участвовал  | Не участвовал  | Не участвовал  |
| Наведите курсор мыши на аббревиатуры в заголовке таблицы, чтобы прочесть их расшифровку. |                   |                  |                  |                  |                  |                  |                  |                  |                  |                  |                  |                  |                |                |                |                |                |                |                |                |                |                |                |